# DNEG
Pour les articles homonymes, voir Double Negative.
DNEG (anciennement Double Negative) est une société d'effets visuels britannique basée à Londres.

## Filmographie
- 1999 : Whatever Happened to Harold Smith?
- 2000 : Pitch Black
- 2000 : Le 10e Royaume (The 10th Kingdom), mini-série
- 2000 : Les 9 vies de Tomas Katz (The Nine Lives of Tomas Katz)
- 2000 : High Fidelity
- 2000 : Mon ami le fantôme (Randall & Hopkirk (deceased)), série télévisée
- 2000 : Billy Elliot
- 2000 : Mission impossible 2
- 2000 : La Famille foldingue (Nutty Professor II: The Klumps) de Peter Segal
- 2000 : The Man Who Cried
- 2001 : Reconnu coupable (The Escapist)
- 2001 : Stalingrad (Enemy at the Gates)
- 2001 : Le Tailleur de Panama (The Tailor of Panama)
- 2001 : La Princesse des voleurs (Princess of Thieves), téléfilm
- 2001 : Le Journal de Bridget Jones (Bridget Jones’s Diary)
- 2001 : Capitaine Corelli (Captain Corelli's Mandolin)
- 2001 : Happy Now
- 2001 : Revelation
- 2002 : The Wonderland Experience
- 2002 : Apparitions (Dragonfly)
- 2002 : Plein Gaz (Thunderpants)
- 2002 : My Little Eye
- 2002 : Pure
- 2002 : Abîmes (Below)
- 2002 : Meurs un autre jour (Die Another Day)
- 2002 : Anita and Me
- 2002 : Bollywood Queen
- 2002 : The Hours
- 2003 : Johnny English
- 2003 : To Kill a King
- 2003 : Bugs!
- 2003 : La Ligue des Gentlemen Extraordinaires (The League of Extraordinary Gentlemen)
- 2003 : Lara Croft : Tomb Raider, le berceau de la vie (Lara Croft: Tomb Raider - The Cradle of Life)
- 2003 : DreamKeeper
- 2003 : Retour à Cold Mountain (Cold Mountain)
- 2004 : In My Country
- 2004 : Cody Banks, agent secret 2 : Destination Londres (Agent Cody Banks 2: Destination London)
- 2004 : Une affaire de cœur (Laws of Attraction)
- 2004 : Shaun of the Dead
- 2004 : Ella au pays enchanté (Ella Enchanted)
- 2004 : Harry Potter et le Prisonnier d'Azkaban (Harry Potter and the Prisoner of Azkaban)
- 2004 : Les Chroniques de Riddick (The Chronicles of Riddick)
- 2004 : Aliens vs. Predator
- 2004 : Neverland
- 2004 : Birth
- 2004 : Resident Evil: Apocalypse
- 2004 : A Good Woman
- 2004 : Bridget Jones : L'Âge de raison (Bridget Jones: The Edge of Reason)
- 2005 : The Jacket
- 2005 : Sahara
- 2005 : Kingdom of Heaven
- 2005 : Batman Begins
- 2005 : Orgueil et Préjugés (Pride & Prejudice)
- 2005 : Doom
- 2005 : Harry Potter et la Coupe de feu (Harry Potter and the Goblet of Fire)
- 2005 : V pour Vendetta (V for Vendetta)
- 2006 : Vol 93 (United 93')
- 2006 : Da Vinci Code (The Da Vinci Code)
- 2006 : Joy Division
- 2006 : Flyboys
- 2006 : World Trade Center
- 2006 : Les Fils de l'homme (Children of Men)
- 2006 : L'Incroyable Destin de Harold Crick (Stranger than Fiction)
- 2006 : Casino Royale
- 2007 : Hot Fuzz
- 2007 : Les Châtiments (The Reaping)
- 2007 : Harry Potter et l'Ordre du phénix (Harry Potter and the Order of the Phoenix)
- 2007 : Stardust, le mystère de l'étoile (Stardust)
- 2007 : Reviens-moi (Atonement)
- 2007 : L'Amour aux temps du choléra (Love in the Time of Cholera)
- 2008 : Cloverfield
- 2008 : Bons baisers de Bruges (In Bruges)
- 2008 : 10 000 (10,000 BC)
- 2008 : Miss Pettigrew (Miss Pettigrew Lives for a Day)
- 2008 : Hellboy 2 : Les Légions d'or maudites (Hellboy II: The Golden Army)
- 2008 : Dark World
- 2008 : The Dark Knight : Le Chevalier noir (The Dark Knight)
- 2008 : Cœur d'encre (Inkheart)
- 2008 : Le Garçon au pyjama rayé (The Boy in the Striped Pyjamas)
- 2008 : The Duchess
- 2009 : Future X-Cops (Mei loi ging chaat)
- 2009 : Fast and Furious 4 (Fast & Furious)
- 2009 : Good Morning England (The Boat That Rocked)
- 2009 : Le Soliste (The Soloist)
- 2009 : Anges et Démons (Angels & Demons)
- 2009 : Harry Potter et le Prince de sang-mêlé (Harry Potter and the Half-Blood Prince)
- 2009 : 2012
- 2009 : Sherlock Holmes
- 2010 : The Wolfman
- 2010 : Green Zone
- 2010 : Kick-Ass
- 2010 : Iron Man 2
- 2010 : Prince of Persia : Les Sables du Temps (Prince of Persia: The Sands of Time)
- 2010 : Hippie Hippie Shake
- 2010 : Inception
- 2010 : L'Apprenti sorcier (The Sorcerer's Apprentice)
- 2010-2011 : Harry Potter et les Reliques de la Mort (Harry Potter and the Deathly Hallows)
- 2011 : Paul
- 2011 : Attack the Block
- 2011 : The Tree of Life
- 2011 : Captain America: First Avenger
- 2011 : Indian Palace (The Best Exotic Marigold Hotel)
- 2012 : John Carter
- 2012 : Les Pirates ! Bons à rien, mauvais en tout (The Pirates! In an Adventure with Scientists!)
- 2012 : Battleship
- 2012 : Blanche-Neige et le Chasseur (Snow White & the Huntsman)
- 2012 : The Dark Knight Rises
- 2012 : Jason Bourne : L'Héritage (The Bourne Legacy)
- 2012 : Total Recall : Mémoires programmées (Total Recall)
- 2012 : Skyfall
- 2012 : Les Misérables
- 2013 : Fast & Furious 6
- 2013 : Man of Steel
- 2013 : Le Dernier Pub avant la fin du monde (The World's End)
- 2013 : Rush
- 2013 : Capitaine Phillips (Captain Phillips)
- 2013 : Thor : Le Monde des ténèbres (Thor: The Dark World)
- 2013 : Hunger Games : L'Embrasement (The Hunger Games: Catching Fire)
- 2016 : Les Animaux fantastiques de David Yates
- 2022 : Alerte rouge
- 2022 : Slumberland de Francis Lawrence
- 2022 : Adam à travers le temps (The Adam Project) de Shawn Levy
- 2023 : Nimona de Nick Bruno et Troy Quane
- 2023 : Traquée (No One Will Save You) de Brian Duffield
- 2024 : Coyote vs. Acme de Dave Green